# Gonolobus hammelii
Gonolobus hammelii är en oleanderväxtart som beskrevs av W.D.Stevens. Gonolobus hammelii ingår i släktet Gonolobus och familjen oleanderväxter. Inga underarter finns listade i Catalogue of Life.